# Libertad (Anzoátegui)
Libertador is een gemeente in de Venezolaanse staat Anzoátegui. De gemeente telt 16.400 inwoners. De hoofdplaats is San Mateo.